# Finlands svenska publicistförbund
Finlands svenska publicistförbund är en förening för svenskspråkiga journalister och publicister i Finland. Förbundet grundades 1907 och har som mål att värna yttrandefriheten och en levande debatt på svenska i Finland.
Föreningen delar årligen ut Topeliuspriset - det finlandssvenska publicistpriset, i samarbete med Svenska folkskolans vänner.

## Ordförande
- 1922–1933 Max Hanemann
- 1959–1967 Christoffer Schildt
- 1988–1992 Staffan Bruun
- –2001 Marianne Carlsson
- 2001–2004 Geo Stenius
- 2004–2008 Björn Månsson
- 2008–2010 Susanna Ginman
- 2010–2012 Dan Ekholm
- 2012–2016 Magnus Hertzberg
- 2016-2018 Lasse Garoff
- 2018- Mikael Sjövall